# Tabanus xerodes
Tabanus xerodes är en tvåvingeart som beskrevs av Philip 1967. Tabanus xerodes ingår i släktet Tabanus och familjen bromsar. Inga underarter finns listade i Catalogue of Life.